# Eliofania in Italia
L'eliofania è un parametro meteorologico che misura la durata media del soleggiamento in un determinato intervallo di tempo, espresso in ore. Questo indicatore è fondamentale per comprendere l'insolazione in diverse aree geografiche, e varia significativamente a seconda della stagione e della conformazione del territorio.

Proiezione grafica che, tramite carte mensili, indica l'eliofania media mensile in Italia.

In Italia, l'eliofania varia significativamente sia a causa della stagionalità che della conformazione del territorio. La media giornaliera di ore di sole può scendere a meno di 2 ore al giorno durante il mese di dicembre in Lombardia orientale, mentre raggiunge oltre 11 ore al giorno a luglio in Sardegna centro-settentrionale e nelle regioni nord-occidentali e sud-orientali della Sicilia.
Per quanto riguarda l'eliofania assoluta, si osservano valori che vanno da meno di 1.799 ore nella zona occidentale della Lombardia, fino a oltre 2.600 ore lungo le coste e in alcune aree interne, come il Monte Argentario in Toscana, l'Isola d'Elba e diverse località della Sicilia. Queste differenze evidenziano come il clima e la geografia influenzino notevolmente la disponibilità di sole in diverse regioni italiane.

## Eliofania media mensile in Italia

### Gennaio
| < 2.5 h 2.5 - 3 h 3 - 3.5 h | 3.5 - 4 h 4 - 4.5 h > 5 h |

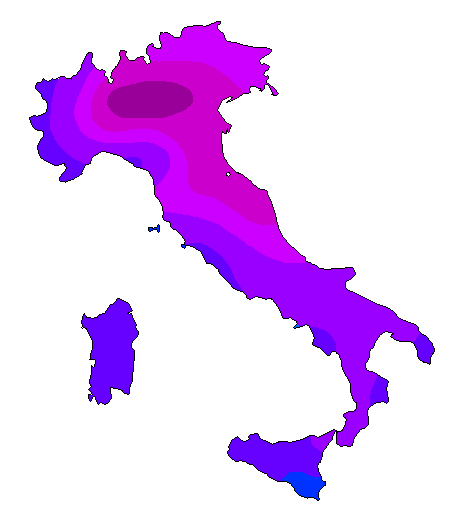
Carta dell'eliofania media giornaliera di gennaio

Nel mese di gennaio, i valori medi di eliofania sono particolarmente bassi, con registrazioni inferiori o uguali a 2.5 ore giornaliere nella parte centrale della Pianura Padana, che comprende la Lombardia orientale e il Veneto centro-occidentale. Questa tendenza si estende anche lungo la costa e nel corrispondente retroterra pianeggiante e collinare della Romagna e delle Marche settentrionali fino al promontorio del Conero.
In altre aree delle Marche, sulla Lombardia centro-occidentale, su gran parte dell'Emilia, nella parte orientale del Veneto e in Trentino, i valori medi raggiungono fino a 3 ore giornaliere.
Valori compresi tra 3 e 3.5 ore giornaliere si osservano nel Piemonte centro-orientale, in Alto Adige, in Friuli-Venezia Giulia e in gran parte dell'Italia Centrale, inclusi Toscana centro-settentrionale, Umbria, Abruzzo e Molise.
Le regioni che presentano valori medi compresi tra 3.5 e 4 ore giornaliere includono gran parte del Piemonte centro-occidentale e della Valle d'Aosta, insieme a gran parte della Puglia, della Toscana meridionale (inclusa l'Isola d'Elba), le zone interne e le coste meridionali del Lazio, oltre a gran parte della Campania, Calabria, Basilicata e Sicilia nord-orientale.
Valori medi compresi tra 4 e 4.5 ore giornaliere si riscontrano sulle Alpi Occidentali, sulle isole meridionali dell'Arcipelago Toscano, lungo la fascia costiera tra il promontorio dell'Argentario e il Lazio centro-settentrionale, nel Cilento, sulla Sardegna, nella Calabria orientale, nel Salento, nella Sicilia centro-settentrionale e sud-occidentale, e si estendono isole minori fino a Pantelleria e Lampedusa. I valori medi più elevati, superiori a 4.5 ore giornaliere, caratterizzano la parte sud-orientale della Sicilia, nel triangolo idealmente compreso tra la Piana di Catania, Cozzo Spadaro e Licata.

### Febbraio
| < 3.5 h 3.5 - 4 h 4 - 4.5 h | 4.5 - 5 h 5 - 5.5 h > 5.5 h |

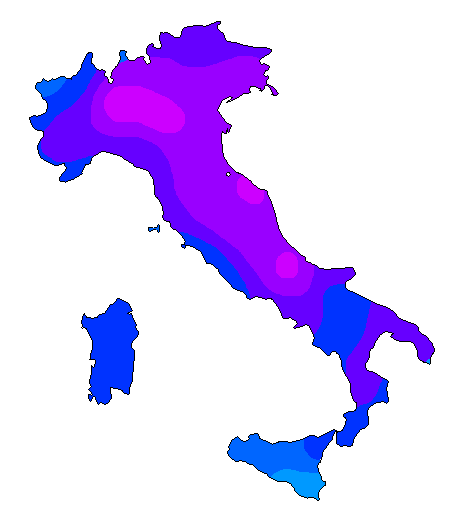
Carta dell'eliofania media giornaliera di febbraio

Nel mese di febbraio, i valori medi più bassi sono inferiori o uguali a 3.5 ore giornaliere sulla Pianura Padana centrale più interna, che comprende la Lombardia centro-orientale e il Veneto occidentale, sulle Marche centro-settentrionali e nelle zone interne di Abruzzo e Molise.
Valori medi compresi tra 3.5 e 4 ore giornaliere si registrano in tutte le rimanenti regioni settentrionali a est della Lombardia verso est (esclusa la Liguria), gran parte del Trentino-Alto Adige e dell'arco alpino orientale e l'estremità sud-orientale del Friuli-Venezia Giulia. Valori analoghi si verificano anche in gran parte delle regioni centrali: nei settori centro-orientali della Toscana e settori orientali del Lazio, Umbria, Marche centro-meridionali, Campania nord-orientale e gran parte del territorio di Abruzzo e Molise.
Valori medi compresi tra le 4 e le 4.5 ore giornaliere si registrano su gran parte del Piemonte, del Trentino-Alto Adige e delle Alpi Orientali, sull'estremità sud-orientale del Friuli-Venezia Giulia, sulla Liguria a est di Genova, sul settore occidentale della Toscana fino ai Monti dell'Uccellina, sulle pianure e colline interne del Lazio, su gran parte della Campania centro-settentrionale, su gran parte della Puglia (compreso il Gargano, le isole Tremiti e il Salento), sulla Basilicata meridionale e sulla Calabria settentrionale.
Valori medi compresi tra 4.5 e 5 ore giornaliere interessano il settore nord-occidentale del Piemonte e quello sud-orientale della Valle d'Aosta, la Liguria a ovest di Genova, il litorale e l'entroterra sublitoraneo della Toscana meridionale (compresa l'Isola d'Elba) e il Lazio, gran parte della Campania centro-meridionale, la Basilicata centro-settentrionale, un'area ristretta della Puglia in provincia di Foggia a sud del Gargano, la Calabria centro-meridionale, la Sicilia nord-orientale, sull'isola di Pantelleria e sull'intera Sardegna.
Valori medi compresi tra 5 e 5.5 ore giornaliere si verificano sul settore nord-occidentale della Valle d'Aosta, sull'isola di Pianosa e su gran parte della Sicilia centrale e settentrionale, comprese le isole di Ustica e Lampedusa.
I valori medi più elevati, superiori a 5.5 ore giornaliere, caratterizzano la parte sud-orientale della Sicilia.

### Marzo
| < 4 h 4 - 5 h 5 - 5.5 h | 5.5 - 6 h 6 - 6.5 h > 6.5 h |

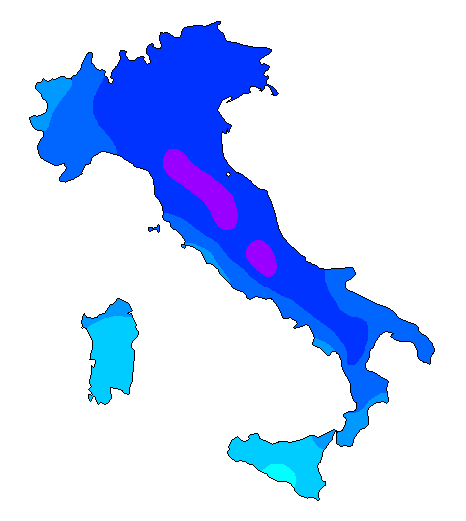
Carta dell'eliofania media giornaliera di marzo

Nel mese di marzo, i valori medi più bassi sono inferiori o uguali a 4 ore giornaliere e si registrano nelle aree appenniniche tra l'Emilia-Romagna, la Toscana, l'Umbria e le Marche, nonché nelle zone più interne di Lazio, Abruzzo e Molise.
Valori medi tra le 4 e le 5 ore giornaliere si registrano su Lombardia, Trentino-Alto Adige, Veneto, Friuli-Venezia Giulia, gran parte della Liguria di levante, sull'Emilia-Romagna, gran parte dei territori della Toscana centro-settentrionale, dell'Umbria, delle Marche, dell'Abruzzo e del Molise, sul settore più interno del Lazio, nelle zone interne della Campania e su gran parte della Basilicata, esclusa l'estremità meridionale e le aree costiere.
Valori medi compresi tra le 5 e le 5.5 ore giornaliere si verificano su gran parte del Piemonte, sulla Liguria di ponente e all'estremità occidentale della Riviera di Levante, sulla gran parte della Toscana meridionale (compresa l'Isola d'Elba), su gran parte del Lazio centro-occidentale (escluso il litorale della parte centro-settentrionale della regione), su gran parte del settore centro-occidentale della Campania (escluso il Cilento), sulla Puglia, sulla Basilicata meridionale e costiera e su gran parte della Calabria centro-settentrionale.
Valori medi tra le 5.5 e le 6 ore giornaliere interessano la Valle d'Aosta, l'isola di Pianosa, il litorale all'estremità meridionale della Toscana e del Lazio centro-settentrionale, il Cilento, la Calabria centro-meridionale, la Sicilia nord-orientale (comprese le Eolie) e l'estremità più settentrionale della Sardegna.
Valori medi compresi tra le 6 e le 6.5 ore giornaliere si verificano su gran parte della Sardegna (esclusa l'estremità settentrionale dell'isola) e su gran parte della Sicilia centro-settentrionale ed orientale, comprese le isole di Ustica, Pantelleria e Lampedusa.
I valori medi più elevati sono superiori a 6.5 ore giornaliere ed interessano un'area della Sicilia meridionale tra il tratto centrale del corrispondente litorale e il relativo entroterra.

### Aprile
| < 5 h 5 - 6 h 6 - 6.5 h | 6.5 - 7 h 7 - 7.5 h > 7.5 |

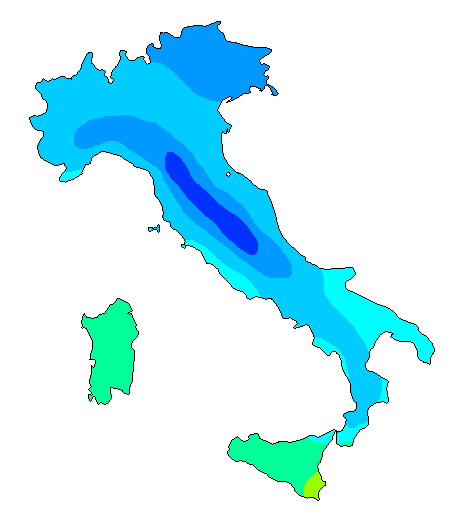
Carta dell'eliofania media giornaliera di aprile

Nel mese di aprile, i valori medi più bassi sono inferiori o uguali a 5 ore giornaliere e si registrano lungo le aree dell'Appennino Settentrionale e nelle zone prospicienti di Emilia-Romagna, Toscana, Umbria e Marche.
Valori medi compresi tra 5 e 6 ore giornaliere si verificano sul Trentino-Alto Adige, sul Veneto centro-settentrionale, sul Friuli-Venezia Giulia, su parte dei territori del Piemonte sud-orientale, della Lombardia sud-occidentale, sull'Emilia centro-occidentale e meridionale e su parte delle aree interne di Toscana, Umbria, Marche, Lazio, Abruzzo e Molise.
Valori medi tra le 6 e le 6.5 ore giornaliere interessano la Valle d'Aosta, gran parte del Piemonte e della Lombardia, il Veneto occidentale e meridionale, quasi tutta la Liguria (escluso l'estremo ponente), l'Emilia nord-orientale, la Romagna, il settore centro-orientale delle Marche, Abruzzo e Molise, gran parte della Toscana occidentale (compresa l'Isola d'Elba), il settore interno centrale del Lazio, gran parte della Campania (escluso il Cilento), la Basilicata centro-occidentale e quasi tutta la Calabria settentrionale e centrale.
Valori medi compresi tra le 6.5 e le 7 ore giornaliere si registrano all'estremità occidentale della Liguria di ponente, lungo il tratto litoraneo e sublitoraneo dell'estremità meridionale della Toscana, del Lazio, sul Cilento, su gran parte della Calabria meridionale e sul settore nord-orientale della Sicilia. 
Valori medi tra le 7 e le 7.5 ore giornaliere si verificano sull'isola di Pianosa, su tutta la Sardegna, sull'estremità sud-orientale della Calabria e su gran parte della Sicilia (comprese le isole di Ustica, Pantelleria e Lampedusa), esclusi i settori nord-orientale e sud-orientale della regione insulare.
I valori medi più elevati sono superiori a 7.5 ore giornaliere ed interessano l'estremità sud-orientale della Sicilia.

### Maggio
| < 6 h 6 - 7 h 7 - 8 h | 8 - 8.5 h 8.5 - 9 h 9 - 9.5 h > 9.5 |

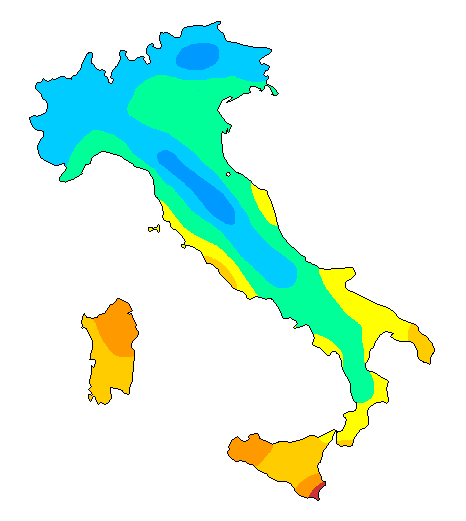
Carta dell'eliofania media giornaliera di maggio

Nel mese di maggio, i valori medi più bassi sono inferiori o eguali a 6 ore giornaliere e si registrano in un'area che interessa parte del Trentino-Alto Adige e del Veneto settentrionale, nonché lungo le aree appenniniche di Emilia-Romagna, Toscana, Umbria e Marche.
Valori medi compresi tra 6 e 7 ore giornaliere si verificano su Valle d'Aosta, Piemonte, su gran parte della Lombardia (escluso il settore orientale), su gran parte del Trentino-Alto Adige, sull'estremità settentrionale del Veneto, sulla parte settentrionale e centrale del Friuli-Venezia Giulia, sull'Emilia centro-occidentale e meridionale e su parte delle zone interne di Toscana, Umbria, Marche, Lazio, Abruzzo e Molise.
Valori medi tra le 7 e le 8 ore giornaliere interessano l'estremità orientale della Lombardia, gran parte del Veneto, la parte meridionale del Friuli-Venezia Giulia, la Liguria, l'Emilia nord-orientale, la Romagna, le Marche settentrionali e il settore centrale interno della parte centro-meridionale della regione, il settore centro-orientale di Abruzzo e Molise, le aree collinari interne di Toscana e Lazio, gran parte della Campania (escluso il Cilento), quasi tutta la Basilicata (esclusa l'estremità meridionale) e il settore centro-occidentale della parte centro-settentrionale della Calabria.
Valori medi tra le 8 e le 8.5 ore giornaliere si registrano su gran parte della Toscana centro-meridionale (compresa l'Isola d'Elba), sulle pianure intere del Lazio, sul Cilento, su gran parte della Calabria centro-meridionale e all'estremità orientale della parte settentrionale della regione, sul settore centro-orientale delle Marche centro-meridionali, sulla Puglia centro-settentrionale, sull'estremità meridionale della Basilicata, sull'estremità nord-orientale della Sicilia e sull'isola di Pantelleria.
Valori medi racchiusi tra le 8.5 e le 9 ore giornaliere si verificano sull'isola di Pianosa, lungo il tratto litoraneo e sublitoraneo dell'estremità meridionale della Toscana e del Lazio, sul Salento, sull'estremità meridionale della Calabria, sul settore occidentale e sulla parte centrale e meridionale della Sardegna e su gran parte della Sicilia (compresa Lampedusa), esclusi i settori occidentale, nord-orientale e sud-orientale della regione insulare.
Valori medi compresi tra le 9 e le 9.5 ore giornaliere si registrano sul settore centro-orientale della parte centrale e settentrionale della Sardegna, all'estremità occidentale della Sicilia (compresa l'isola di Ustica) e su gran parte del territorio sud-orientale della regione insulare.
I valori medi più elevati sono superiori a 9.5 ore giornaliere ed interessano l'estremità sud-orientale della Sicilia, indicativamente la fascia costiera e l'immediato entroterra nel tratto compreso tra Siracusa e Cozzo Spadaro.

### Giugno
| < 6 h 6 - 7 h 7 - 8 h | 8 - 9 h 9 - 10 h > 10 |

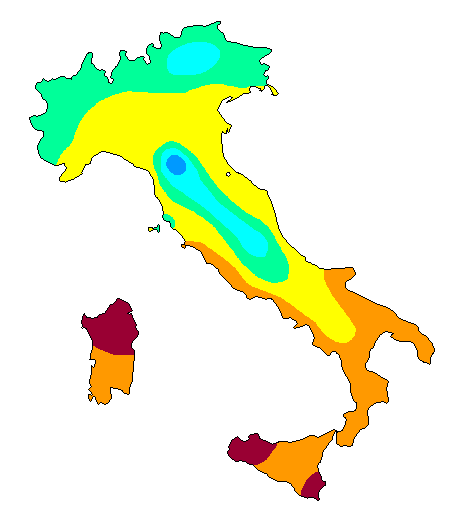
Carta dell'eliofania media giornaliera di giugno

Nel mese di giugno, i valori medi più bassi di ore giornaliere sono inferiori o uguali a 6 e si registrano in un'area circoscritta dell'Appennino Tosco-Emiliano.
I valori medi compresi tra le 6 e le 7 ore giornaliere si verificano su gran parte del Trentino-Alto Adige, nell'estremità settentrionale del Veneto e nelle aree adiacenti ai rilievi appenninici delle regioni di Emilia-Romagna, Toscana, Umbria e Marche.
Valori medi tra le 7 e le 8 ore giornaliere interessano la Valle d'Aosta, gran parte del Piemonte (eccettuato il settore sud-orientale della regione), la Lombardia settentrionale, le estremità occidentale e settentrionale del Trentino-Alto Adige, gran parte del territorio settentrionale del Veneto, quasi tutto il Friuli-Venezia Giulia (esclusa l'estremità sud-orientale), gran parte delle zone interne dell'Emilia occidentale, della Toscana, dell'Umbria, delle Marche, dell'Abruzzo e dell'Appennino Laziale, oltre al settore orientale dell'Isola d'Elba e all'area costiera e sublitoranea tra Piombino, Follonica e le Colline Metallifere.
Valori medi compresi tra le 8 e le 9 ore giornaliere si registrano nel Piemonte sud-orientale, in Liguria, nella parte centrale e meridionale della Lombardia e del Veneto, nell'estremità sud-orientale del Friuli-Venezia Giulia, nell'Emilia centro-orientale, in Romagna, su gran parte della Toscana (incluso il settore centro-occidentale dell'Isola d'Elba), nelle Marche, nel settore centro-orientale dell'Abruzzo, nel Molise, nel settore più interno del Lazio, nelle zone interne della Campania e nella Basilicata nord-occidentale interna.
I valori medi compresi tra le 9 e le 10 ore giornaliere si verificano sull'isola di Pianosa, lungo il litorale e nelle aree sublitoranee dell'estremità meridionale della Toscana, del Lazio e della Campania, su gran parte della Basilicata (eccettuata la parte interna nord-occidentale), sulla Puglia, sulla Calabria, sulla Sardegna centro-meridionale e su gran parte del territorio della Sicilia (comprese Pantelleria e Lampedusa), ad esclusione delle estremità occidentale e sud-orientale della regione insulare.
I valori medi più elevati superano le 10 ore giornaliere e interessano tutto il settore centro-settentrionale della Sardegna, l'estremità sud-orientale e quella occidentale della Sicilia, inclusa l'isola di Ustica.

### Luglio
| < 8 h 8 - 9 h 9 - 10 h | 10 - 11 h > 11 h |

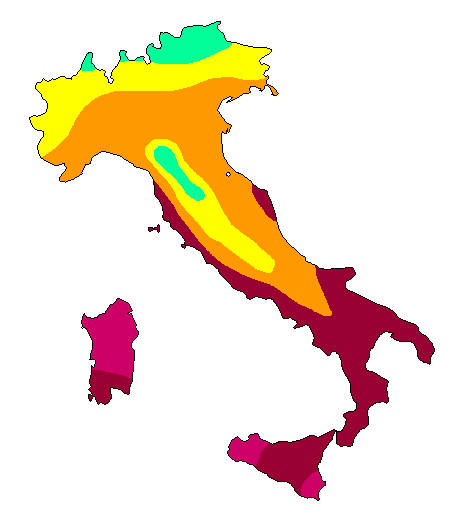
Carta dell'eliofania media giornaliera di luglio

Nel mese di luglio, i valori medi più bassi, inferiori o uguali a 8 ore giornaliere, si registrano in alcune aree dell'arco alpino, in gran parte dell'Alto Adige e lungo un settore dell'Appennino Settentrionale, esteso tra i rilievi tosco-emiliani e quelli umbro-marchigiani.
I valori medi compresi tra 8 e 9 ore giornaliere interessano gran parte delle aree centro-settentrionali del Veneto, del Friuli-Venezia Giulia, il settore settentrionale della Lombardia, e gran parte della Valle d'Aosta e del Piemonte settentrionale e occidentale. Nelle aree peninsulari, tali valori si registrano nelle zone più interne e in prossimità dei rilievi appenninici delle regioni centrali, tra cui Emilia, Toscana, Umbria, Marche, Lazio, Abruzzo e Molise.
Valori medi compresi tra 9 e 10 ore giornaliere si registrano in Liguria, nella parte meridionale ed orientale del Piemonte, nel settore centrale e meridionale della Lombardia, nelle aree meridionali del Veneto e del Friuli-Venezia Giulia, nelle zone pianeggianti e costiere dell'Emilia-Romagna e dell'alta Toscana (inclusa la costa apuana, la Versilia e il litorale pisano), nel retroterra delle Marche, in gran parte dell'Abruzzo, del Molise e nell'area collinare interna della Toscana centro-meridionale, del Lazio e della Campania centro-settentrionale.
I valori medi compresi tra 10 e 11 ore giornaliere interessano le aree costiere e il corrispondente retroterra delle Marche, i litorali e i retroterra della Toscana centro-meridionale (inclusa l'Isola d'Elba), del Lazio e della Campania. Inoltre, si registrano in tutto il territorio di Puglia, Basilicata e Calabria, su parte della Sardegna meridionale e su gran parte della Sicilia (escluse le zone occidentali e sud-orientali), comprese le isole Eolie, Pantelleria e Lampedusa.
I valori medi più elevati, superiori a 11 ore giornaliere, si registrano sull'isola di Pianosa, su gran parte della Sardegna, sulla Sicilia occidentale (inclusa l'isola di Ustica) e sulla Sicilia sud-orientale.

### Agosto
| < 7 h 7 - 8 h 8 - 9 h | 9 - 10 h 10 - 11 h > 11 h |

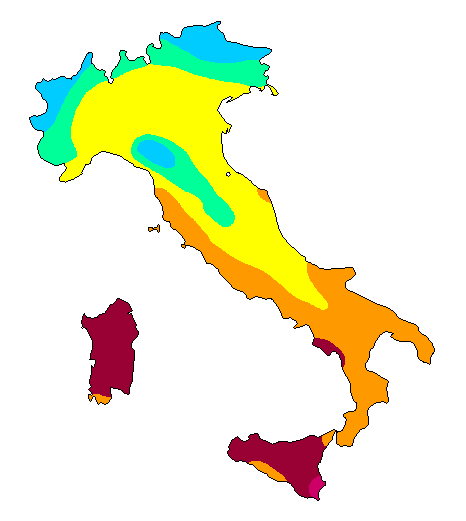
Carta dell'eliofania media giornaliera di agosto

Nel mese di agosto, i valori medi più bassi, inferiori o uguali a 7 ore giornaliere, si registrano nel settore nord-occidentale dell'arco alpino, tra il Piemonte e la Valle d'Aosta, e nel settore nord-orientale dell'arco alpino, che comprende il Trentino-Alto Adige, il Veneto e il Friuli-Venezia Giulia. Tali valori si riscontrano anche in un'area circoscritta dell'Appennino Tosco-Emiliano, che include i rilievi più elevati.
I valori medi compresi tra 7 e 8 ore giornaliere si verificano su gran parte del Piemonte (eccetto il settore sud-orientale della regione), sulle Alpi lombarde, nel settore settentrionale del Veneto, su gran parte del Friuli-Venezia Giulia (escludendo il settore sud-occidentale e le aree costiere), e in parte delle zone interne tra Emilia-Romagna, Toscana, Umbria e il Lazio orientale.
Valori medi compresi tra 8 e 9 ore giornaliere interessano la Liguria, il Piemonte sud-orientale, gran parte della Lombardia e del Veneto, la parte sud-occidentale e le aree costiere del Friuli-Venezia Giulia, l'Emilia orientale, la Romagna, gran parte delle Marche, l'Abruzzo, il Molise e le zone interne di Toscana, Lazio e della Campania settentrionale.
I valori medi compresi tra 9 e 10 ore giornaliere si registrano lungo il litorale e nelle aree sublitoranee delle Marche centrali (in particolare nella provincia di Ancona) e della Toscana centro-settentrionale (comprese l'Isola d'Elba e l'isola di Pianosa), nel Lazio e nella Campania settentrionale, sull'intero territorio di Puglia, Basilicata e Calabria, su gran parte della Campania centro-meridionale (escluso il Cilento), sull'estremità sud-occidentale della Sardegna e sull'estremità nord-orientale, nonché su parte del litorale meridionale della Sicilia.
Valori medi compresi tra 10 e 11 ore giornaliere si verificano nel Cilento, su gran parte della Sardegna (eccetto l'estremità sud-occidentale) e su gran parte della Sicilia (comprese le isole di Ustica, Pantelleria e Lampedusa), ad eccezione delle estremità nord-orientale e sud-orientale, nonché di parte del litorale meridionale della regione insulare.
I valori medi più elevati, superiori a 11 ore giornaliere, si registrano nell'estremità sud-orientale della 
Sicilia.

### Settembre
| < 6 h 6 - 7 h | 7 - 8 h > 8 h |

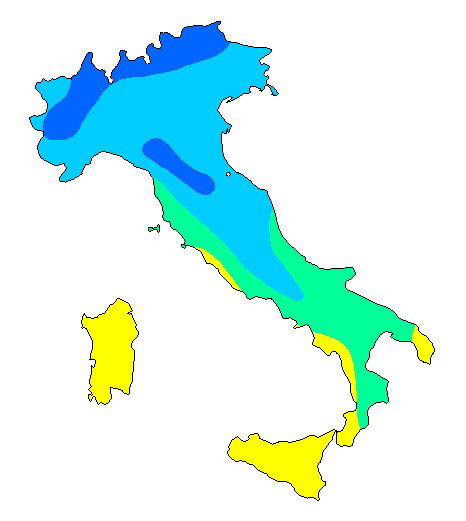
Carta dell'eliofania media giornaliera di settembre

Nel mese di settembre, i valori medi più bassi, inferiori o uguali a 6 ore giornaliere, si registrano lungo l'intero arco alpino (esclusa la Valle d'Aosta) e sulla dorsale appenninica che si estende tra l'Emilia-Romagna e la Toscana.
I valori medi compresi tra 6 e 7 ore giornaliere si verificano nella Valle d'Aosta, nella parte meridionale ed orientale del Piemonte, su gran parte della Lombardia, del Veneto e del Friuli-Venezia Giulia, nella Liguria, su gran parte dell'Emilia-Romagna (eccetto il settore appenninico centro-occidentale della regione), nella Toscana settentrionale e centro-orientale, nell'Umbria, in gran parte delle Marche e nelle aree interne di Lazio, Abruzzo, Molise e Campania nord-orientale.
Valori medi compresi tra 7 e 8 ore giornaliere si registrano lungo quasi tutta la Toscana centro-occidentale (comprese l'Isola d'Elba e l'isola di Pianosa, escludendo il litorale all'estremità meridionale della regione), su gran parte del Lazio, nell'estremità meridionale delle Marche, in gran parte dell'Abruzzo, del Molise, della Campania centro-settentrionale e della Basilicata, nella Puglia centro-settentrionale, nel settore centro-orientale della Calabria settentrionale e sull'isola di Pantelleria.
I valori medi più elevati, superiori a 8 ore giornaliere, interessano l'area litoranea tra l'estremità meridionale della Toscana e il Lazio centro-settentrionale, il Cilento, la Basilicata occidentale, la Calabria tirrenica e la parte meridionale della Calabria jonica, il Salento, la Sardegna e la Sicilia (comprese le isole di Ustica e Lampedusa).

### Ottobre
| < 5 h 5 - 6 h | 6 - 7 h > 7 h |

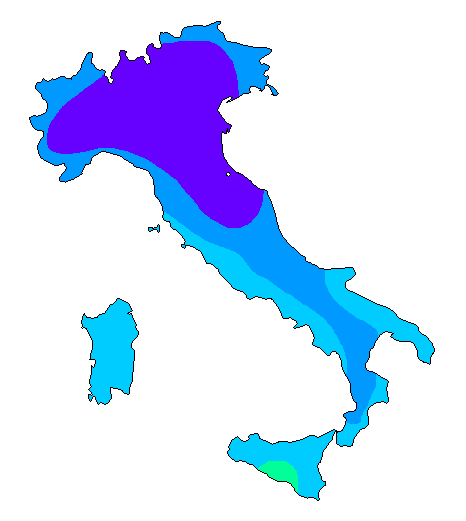
Carta dell'eliofania media giornaliera di ottobre

Nel mese di ottobre, i valori medi più bassi, inferiori o uguali a 5 ore giornaliere, si registrano su gran parte delle regioni settentrionali e centrali (restano escluse solo alcune aree dell'arco alpino, il Friuli-Venezia Giulia, la Liguria, la Toscana centro-occidentale, le Marche centro-meridionali, il Lazio e l'Abruzzo).
I valori medi compresi tra 5 e 6 ore giornaliere si verificano nella Valle d'Aosta, nel Piemonte nord-occidentale, sulle Alpi Orientali, nel Friuli-Venezia Giulia, nella Liguria, in gran parte della Toscana centro-occidentale (escludendo il litorale, l'area sublitoranea meridionale e le isole), nelle zone interne del Lazio e della Campania, nelle Marche centro-meridionali, nell'Abruzzo, nel Molise, su gran parte della Basilicata (eccetto l'estremità occidentale) e su gran parte della Calabria centro-settentrionale (eccetto il litorale jonico).
Valori medi compresi tra 6 e 7 ore giornaliere si registrano lungo il litorale e nelle aree sublitoranee della Toscana meridionale (comprese le isole), del Lazio, della Campania e della Basilicata tirrenica, nella Puglia, nella Calabria meridionale e lungo l'intero litorale jonico della regione, sulla Sardegna e sulla Sicilia centro-settentrionale ed orientale (comprese le isole di Ustica e Pantelleria).
I valori medi più elevati, superiori a 7 ore giornaliere, interessano la porzione centrale dell'area meridionale della Sicilia (inclusa l'isola di Lampedusa).

### Novembre
| < 3 h 3 - 4 h | 4 - 5 h > 5 h |

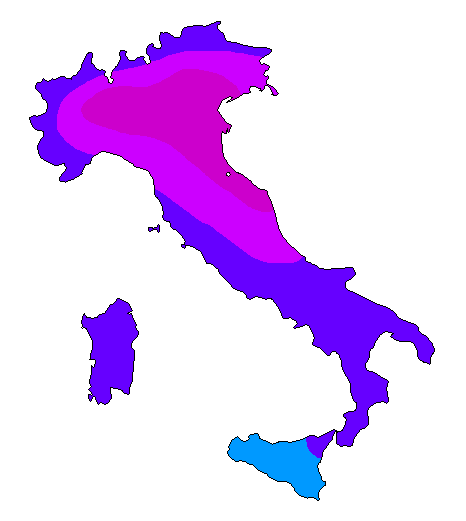
Carta dell'eliofania media giornaliera di novembre

Nel mese di novembre, i valori medi più bassi, inferiori o uguali a 3 ore giornaliere, si registrano in una vasta area pianeggiante che comprende gran parte della Lombardia, il Veneto, la parte centro-orientale dell'Emilia-Romagna e le Marche settentrionali.
I valori medi compresi tra 3 e 4 ore giornaliere si verificano su gran parte del Piemonte (eccetto le zone alpine), nella maggior parte della Lombardia settentrionale, nel Veneto settentrionale (escludendo le aree alpine), su quasi tutto il Friuli-Venezia Giulia (eccetto le zone alpine), nella Liguria di levante, nella Toscana settentrionale e centro-orientale, nell'Umbria, nelle Marche centro-meridionali, nell'Abruzzo e nel settore più orientale del Lazio.
Valori medi compresi tra 4 e 5 ore giornaliere interessano la Liguria di ponente, gran parte della Toscana centro-meridionale e del Lazio, il Molise, la Campania, la Puglia, la Basilicata, la Calabria e la Sardegna, nonché l'estremità nord-orientale della Sicilia (comprese le isole Eolie).
I valori medi più elevati, superiori a 5 ore giornaliere, si registrano su gran parte del territorio della Sicilia, comprese le isole di Ustica, Pantelleria e Lampedusa.

### Dicembre
| < 2 h 2 - 2.5 h 2.5 - 3 h 3 - 3.5 h | 3.5 - 4 h 4 - 4.5 h > 4.5 h |

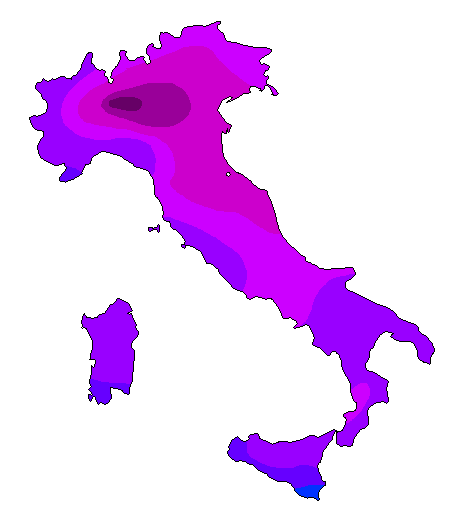
Carta dell'eliofania media giornaliera di dicembre

Il mese di dicembre si caratterizza generalmente per valori medi mensili inferiori.
I valori medi più bassi, inferiori o uguali a 2 ore giornaliere, interessano un'area della Pianura Padana che si estende dalla città di Milano verso est nella Lombardia centrale.
Valori medi compresi tra 2 e 2.5 ore giornaliere si verificano su una vasta area pianeggiante che comprende la Lombardia e il Veneto centro-occidentale.
Valori medi tra 2.5 e 3 ore giornaliere si registrano nel settore orientale del Piemonte, su gran parte della Lombardia settentrionale, su gran parte del Veneto settentrionale, orientale e meridionale, nella parte sud-occidentale e centrale del Friuli-Venezia Giulia, nell'Emilia centro-orientale, nella Romagna, nella Toscana centro-orientale, nell'Umbria nord-orientale, nelle Marche e nell'Abruzzo.
Valori medi compresi tra 3 e 3.5 ore giornaliere interessano parte del Piemonte centro-orientale, le Alpi lombarde, gran parte del Trentino-Alto Adige, il settore alpino del Veneto, il settore alpino e quello sud-orientale del Friuli-Venezia Giulia, parte dell'Emilia occidentale, il settore occidentale della Toscana centro-settentrionale, l'Umbria sud-occidentale, le zone più interne del Lazio, il Molise, l'area garganica della Puglia, la Campania settentrionale e il settore centro-occidentale della Calabria.
Valori medi tra 3.5 e 4 ore giornaliere si registrano sulla Valle d'Aosta, nel settore settentrionale e occidentale del Piemonte, nella Liguria di levante e nella parte orientale della Liguria di ponente, in parte dell'Emilia occidentale, nella Toscana meridionale (comprese le isole), su gran parte del Lazio, nella Campania centro-meridionale, nella Puglia a sud del Gargano, nella Basilicata, nel settore orientale e meridionale della Calabria, su gran parte della Sardegna (esclusa l'estremità meridionale) e su gran parte della Sicilia centro-settentrionale (escluse le coste occidentali), nonché sull'isola di Ustica.
Valori medi compresi tra 4 e 4.5 ore giornaliere si registrano sull'estremità meridionale della Sardegna, sulle coste orientali della Sicilia e su gran parte del territorio della parte meridionale della regione insulare (comprese le isole di Pantelleria e Lampedusa), nonché nella parte occidentale della Liguria di ponente.
Valori medi più elevati, superiori a 4.5 ore giornaliere, si registrano nell'estremità sud-orientale della Sicilia, a est di Gela e a sud di Siracusa.

## Eliofania media annua in Italia
| < 1799 h 1800-1999 h 2000-2199 h | 2200-2399 h 2400-2599 h > 2600 h |

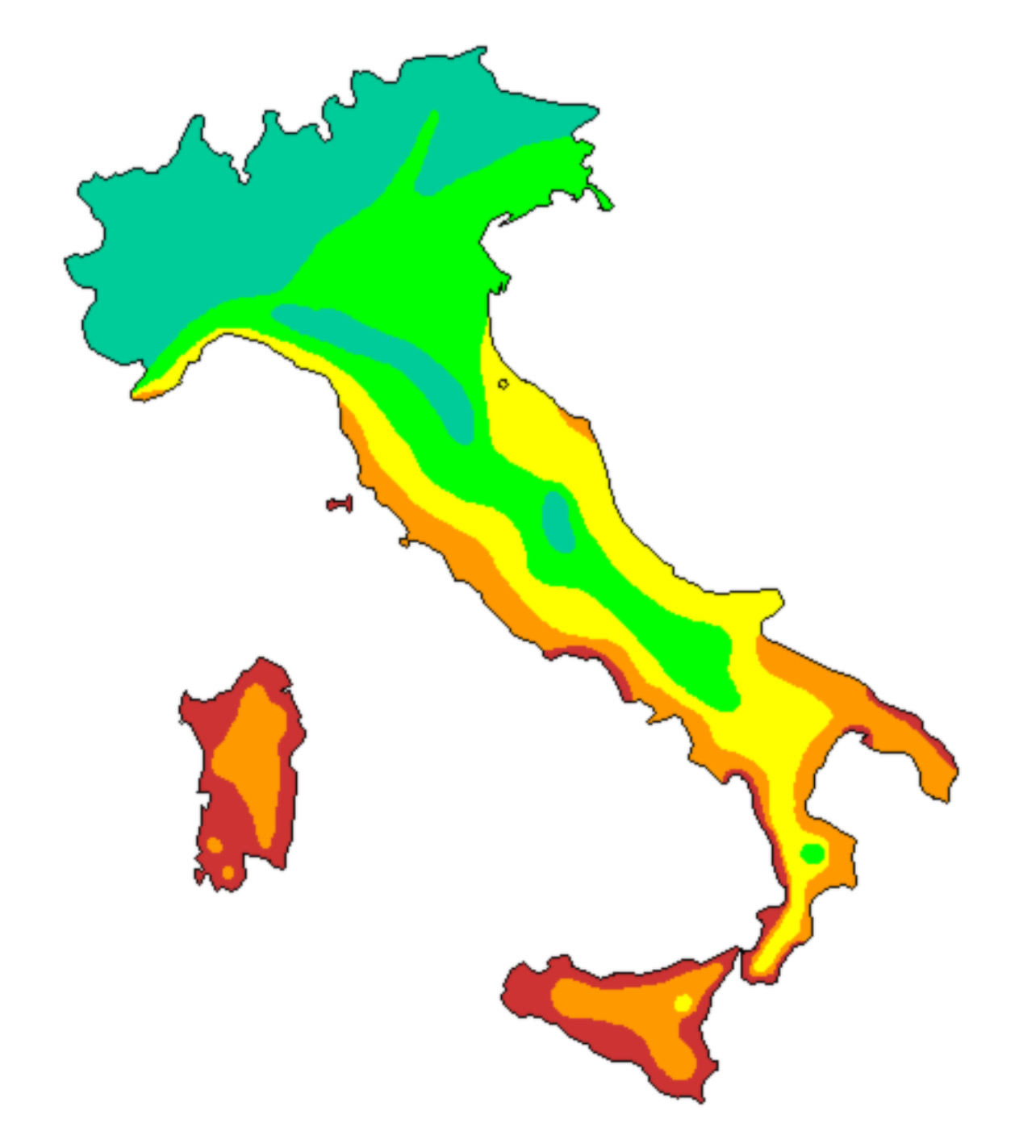
Carta corretta dell'eliofania assoluta media annua in Italia calcolata sul periodo 1961-1990

In base alla carta della media annua dell'eliofania in Italia, elaborata da Mario Pinna, le aree che raggiungono i valori medi annui più elevati sono le zone costiere della Sardegna, della Sicilia, della Calabria, della Puglia, del Basso Lazio e delle isole minori fino all'Arcipelago Toscano. Al contrario, i valori medi annui più bassi si registrano in alcune aree montane delle Alpi, delle Prealpi e dell'Appennino Settentrionale. A parità di latitudine, il versante occidentale (ligure e tirrenico) presenta valori medi di eliofania superiori rispetto a quelli del versante adriatico.

## Rete di stazioni italiane
Il Servizio Meteorologico dell'Aeronautica Militare dispone di una rete di stazioni ufficialmente riconosciute dall'Organizzazione Meteorologica Mondiale, dotate di eliofanografo, gran parte delle quali è gestita direttamente. Le stazioni ufficiali che, da nord a sud, effettuano rilevazioni sulla durata del soleggiamento sono le seguenti:
- Stazione meteorologica di Bolzano
- Stazione meteorologica di Udine Rivolto
- Stazione meteorologica di Plateau Rosa
- Stazione meteorologica di Padova
- Stazione meteorologica di Torino Caselle
- Stazione meteorologica di Torino-Bric della Croce
- Stazione meteorologica di Milano Linate
- Stazione meteorologica di Venezia Tessera
- Stazione meteorologica di Trieste Barcola
- Stazione meteorologica di Genova-Sestri Ponente
- Stazione meteorologica di Monte Cimone
- Stazione meteorologica di Bologna Borgo Panigale
- Stazione meteorologica di Capo Mele
- Stazione meteorologica di Pisa San Giusto
- Stazione meteorologica di Ancona Falconara
- Stazione meteorologica di Ancona Monte Cappuccini
- Stazione meteorologica di Elba-Monte Calamita
- Stazione meteorologica di Pianosa
- Stazione meteorologica di Monte Terminillo
- Stazione meteorologica di Bracciano Vigna di Valle
- Stazione meteorologica di Pescara Aeroporto
- Stazione meteorologica di Roma Ciampino
- Stazione meteorologica di Campobasso
- Stazione meteorologica di Foggia Amendola
- Stazione meteorologica di Olbia Costa Smeralda
- Stazione meteorologica di Napoli Capodichino
- Stazione meteorologica di Alghero Fertilia
- Stazione meteorologica di Capo Palinuro
- Stazione meteorologica di Brindisi
- Stazione meteorologica di Cagliari Elmas
- Stazione meteorologica di Crotone-Isola di Capo Rizzuto
- Stazione meteorologica di Lamezia Terme
- Stazione meteorologica di Ustica
- Stazione meteorologica di Messina
- Stazione meteorologica di Reggio Calabria
- Stazione meteorologica di Trapani Birgi
- Stazione meteorologica di Gela
- Stazione meteorologica di Pantelleria